# Bobby Holík
Robert „Bobby“ Holík (* 1. Januar 1971 in Jihlava, Tschechoslowakei) ist ein ehemaliger US-amerikanisch-tschechischer Eishockeyspieler und derzeitiger -trainer, der im Verlauf seiner aktiven Karriere zwischen 1987 und 2008 unter anderem 1455 Spiele für die Hartford Whalers, New Jersey Devils, New York Rangers und Atlanta Thrashers in der National Hockey League auf der Position des Centers bestritten hat. Seine größten Karriereerfolge feierte Holík in Diensten der New Jersey Devils, mit denen der zweimalige Teilnehmer am NHL All-Star Game in den Jahren 1995 und 2000 den Stanley Cup gewann. Seit 2018 ist er Nationaltrainer der israelischen Nationalmannschaft und betreut zudem deren U20- und U18-Nationalteam.

## Karriere
Der 1,83 m große Stürmer begann seine Karriere beim tschechischen Club ASD Dukla Jihlava und wurde beim NHL Entry Draft 1989 als Zehnter in der ersten Runde von den Hartford Whalers ausgewählt. Nach drei Profispielzeiten in der Tschechoslowakei erhielt er im Sommer 1990 die Erlaubnis nach Nordamerika zu wechseln. Schon in seiner ersten Saison kam er in 84 Spielen für die Whalers zum Einsatz und erzielte 21 Tore und 22 Assists.
Nach zwei erfolgreichen Spielzeiten mit den Whalers wechselte Holikim Sommer 1992 zu den New Jersey Devils, für die er zehn Jahre auf dem Eis stand. Mit den Devils konnte Holik 1995 und 2000 den Stanley Cup gewinnen. In den Jahren 1998 und 1999 lief er außerdem zusammen mit den besten Spielern der Saison im NHL All-Star Game auf.
Vor der Saison 2002/03 wechselte der Tscheche als Free Agent zu den New York Rangers, nach der Lockout-Saison 2004/05 unterzeichnete er einen Vertrag bei den Atlanta Thrashers, für die er insgesamt drei Jahre bis zum Sommer 2008 spielte. Für seine letzte Profisaison kehrte er im Spieljahr 2008/09 zu den New Jersey Devils zurück.
Bei der U20-Junioren-Weltmeisterschaft der Division II B 2019 betreute Holík die israelische U20-Nationalmannschaft. Ebenso in der Folge die U18-Auswahl und die A-Nationalmannschaft mit der im Rahmen der Weltmeisterschaft der Division II B 2019 der Aufstieg in die Gruppe A gelang.

### International
Für die tschechoslowakische Nationalmannschaft bestritt Holik die Weltmeisterschaften 1990 und 1991, in 20 WM-Spielen erzielte der Rechtsschütze vier Tore und acht Assists. Darüber hinaus vertrat er das Land bei zahlreichen Turnieren im Juniorenbereich. Mit der tschechischen Nationalmannschaft bestritt Holík den World Cup of Hockey 1996.

## Erfolge und Auszeichnungen
- 1995 Stanley-Cup-Gewinn mit den New Jersey Devils
- 1998 Teilnahme am NHL All-Star Game
- 1999 Teilnahme am NHL All-Star Game
- 2000 Stanley-Cup-Gewinn mit den New Jersey Devils

### International
| - 1988 Goldmedaille bei der U18-Junioren-Europameisterschaft - 1989 Bronzemedaille bei der U20-Junioren-Weltmeisterschaft - 1989 Silbermedaille bei der U18-Junioren-Europameisterschaft - 1990 Bronzemedaille bei der U20-Junioren-Weltmeisterschaft | - 1990 Bronzemedaille bei der Weltmeisterschaft - Bronzemedaille bei der Europameisterschaft - 2019 Aufstieg in die Division II, Gruppe A bei der Weltmeisterschaft der Division II, Gruppe B (als Cheftrainer) |

## Karrierestatistik

### International
| Vertrat die Tschechoslowakei bei: - U18-Junioren-Europameisterschaft 1988 - U20-Junioren-Weltmeisterschaft 1989 - U18-Junioren-Europameisterschaft 1989 | - U20-Junioren-Weltmeisterschaft 1990 - Weltmeisterschaft 1990 - Weltmeisterschaft 1991 | Vertrat Tschechien bei: - World Cup of Hockey 1996 |

(Legende zur Spielerstatistik: Sp oder GP = absolvierte Spiele; T oder G = erzielte Tore; V oder A = erzielte Assists; Pkt oder Pts = erzielte Scorerpunkte; SM oder PIM = erhaltene Strafminuten; +/− = Plus/Minus-Bilanz; PP = erzielte Überzahltore; SH = erzielte Unterzahltore; GW = erzielte Siegtore; 1 Play-downs/Relegation; Kursiv: Statistik nicht vollständig)

## Familie
Holik ist der Sohn von Jaroslav Holík, der 1972 mit der tschechoslowakischen Eishockeynationalmannschaft Weltmeister wurde und auch das tschechische U20-Team zu zwei WM-Titeln in den Jahren 2000 und 2001 führte.
Auch sein Onkel Jiří Holík ist einer der erfolgreichsten Eishockeyspieler der Tschechoslowakei und Mitglied der IIHF Hall of Fame. Außerdem ist er mit einer US-Amerikanerin verheiratet, was zur Folge hat, dass er seit dem 4. November 1996 die amerikanische Staatsangehörigkeit besitzt. Der ehemalige NHL-Spieler František Musil ist mit Holíks Schwester verheiratet.